# Władysław Biesiadecki
Władysław Erazm Sylwery Biesiadecki, herbu Prus I (1804 – 1873 w Krakowie) – ziemianin, działacz gospodarczy.
Ziemianin, właściciel dóbr Sieklówka. w pow. jasielskim. Od 30 czerwca 1847 do śmierci w 1873 członek i działacz Galicyjskiego Towarzystwa Gospodarskiego, członek Komitetu GTG (22 lutego 1850 – 13 lutego 1853) Od 1862 członek Krakowskiego Towarzystwa Rolniczego (1862-1873). Publikował artykuły w "Rozprawach Galicyjskiego Towarzystwa Gospodarskiego". Dyrektor Krakowskiego Towarzystwa Ubezpieczeń Wzajemnych (1863-1873). Dyrektor Kasy Oszczędnościowej w Krakowie (1869-1873).
Czynny politycznie w okresie Wiosny Ludów, członek Deputacji Polskiej do Wiednia w kwietniu 1848 r. podpisał 14 października 1848 odezwę GTG w sprawie zniesienia pańszczyzny.
Pochowany na Cmentarzu Rakowickim w Krakowie (kw. 5, gr. rodzinny).

## Rodzina
Urodził się w rodzinie ziemiańskiej, syn Jana Gwalberta (1768-1804) i Salomei z Mroczkowskich. Żonaty z Antoniną z Wiluszów, miał synów: powstańca styczniowego Józefa Biesiadeckiego (1837-1863) i adwokata Stanisława Antoniego (ur. 1833) oraz córki Zofię i Marię (1841-1908) żonę Stanisława Przyłęckiego.